# Actinomonadaceae
Famille
Les Actinomonadaceae sont une famille d'algues de l'embranchement des Ochrophyta  de la classe des Dictyochophyceae et de l’ordre des Pedinellales.

## Systématique
La famille des Actinomonadaceae a été créée en 1881 par le biologiste britannique William Saville-Kent (1845-1908) sous le taxon Actinomonadidae.

## Étymologie
Le nom vient du genre type Actinomonas, dérivé du grec ακτινο / aktino, «  lancer des rayons », et μονασ / monas, « seul, solitaire, isolé », littéralement « monade rayonnante », en référence aux pseudopodes rayonnés que l'organisme émet.

## Liste des genres
Selon AlgaeBase (22 février 2022) :
- Actinomonas Kent, 1881 - genre type
- Apedinella (en) Throndsen, 1971
- Cyrtophora Pascher, 1911 - ancien genre type des Cyrtophoraceae Pascher, 1911
- Helicopedinella Sekiguchi, Kawachi, Nakayama & Inouye, 2003
- Mesopedinella (en) Daugbjerg, 1996
- Palatinella Lauterborn, 1906
- Parapedinella (en) S.M.Pedersen, P.L.Beech & H.A.Thomsen, 1986
- Pedinella Vysotskii, 1887 - ancien genre type des Pedinellaceae Pascher, 1910
- Pseudopedinella (en) N.Carter, 1937
- Pteridomonas E.Penard, 1889

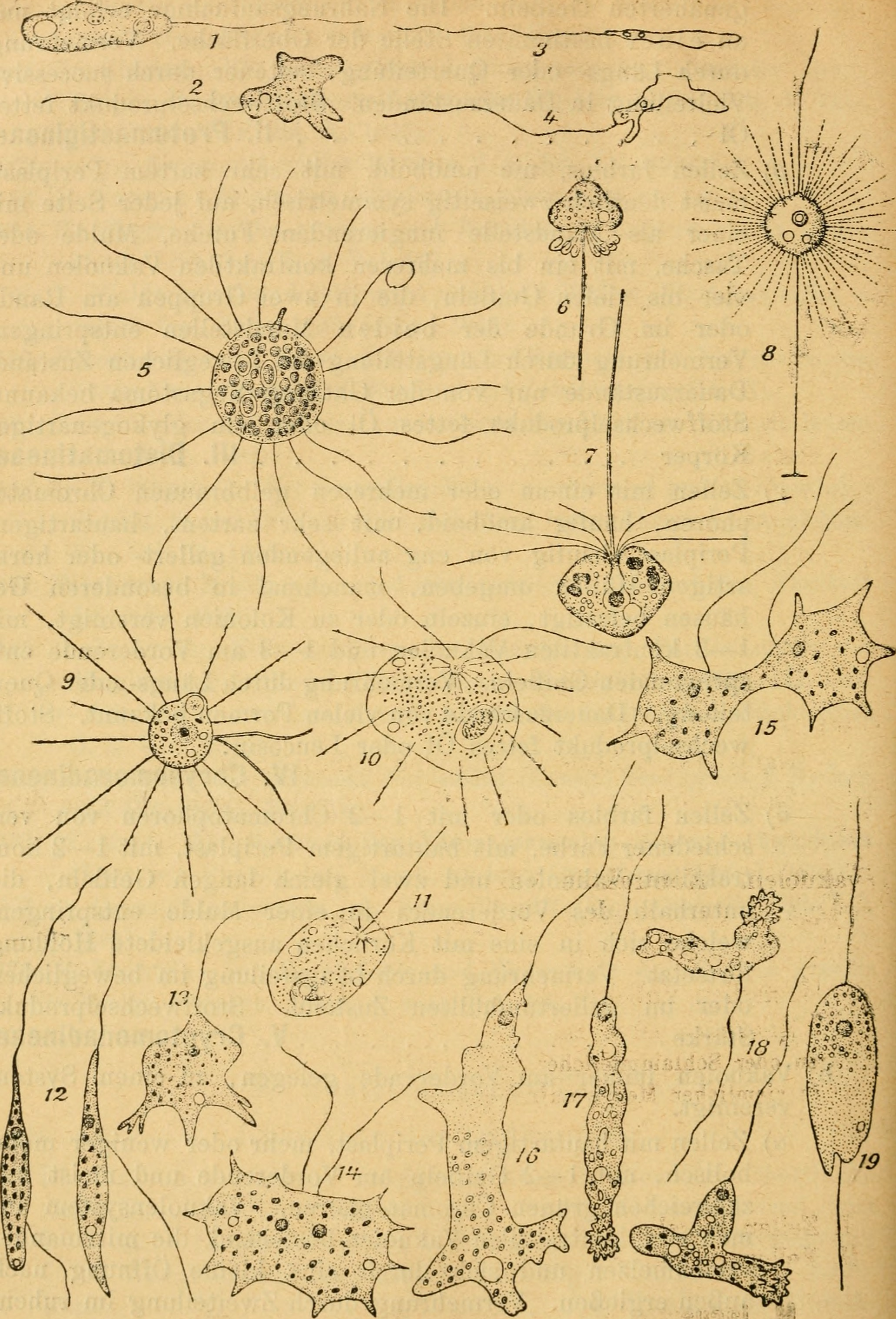
Fig. 6-7. Pteridomonas pulex ; fig. 8 Actinomonas mirabilis.

## Publication originale
- (en) W. Saville Kent, A manual of the infusoria, including a description of all known flagellate, ciliate, and tentaculiferous protozoa, British and foreign and an account of the organization and affinities of the sponges, vol. 1, Londres, David Bogue, 1881, 472 p. (lire en ligne), p. 211.